# Mistrzostwa Europy w Lekkoatletyce 1971 – sztafeta 4 × 100 m kobiet
Sztafeta 4 × 100 metrów kobiet była jedną z konkurencji rozgrywanych podczas X Mistrzostw Europy w Helsinkach. Biegi eliminacyjne zostały rozegrane 14 sierpnia, a bieg finałowy 15 sierpnia 1971 roku. Zwycięzcą tej konkurencji została sztafeta Republiki Federalnej Niemiec w składzie: Elfgard Schittenhelm, Inge Helten, Annegret Irrgang i Ingrid Mickler, która w finale ustanowiła rekord Europy czasem 43,28 s. W rywalizacji wzięło udział czterdzieści zawodniczek z dziesięciu reprezentacji.

## Rekordy
| Rekord świata     | Stany Zjednoczone · (Barbara Ferrell, Margaret Bailes, Mildrette Netter, Wyomia Tyus) | 42,88 | Meksyk, Meksyk | 20.10.1968 |
| Rekord Europy     | ZSRR · (Ludmiła Żarkowa, Galina Bucharina, Wira Popkowa, Ludmiła Samotiosowa)         | 43,41 | Meksyk, Meksyk | 20.10.1968 |
| Rekord mistrzostw | NRD · (Regina Höfer, Renate Meißner, Bärbel Podeswa, Petra Vogt)                      | 43,61 | Ateny, Grecja  | 20.09.1969 |

## Wyniki

### Eliminacje
Bieg 1
| Miejsce | Reprezentacja | Zawodniczki                                                                | Czas  | Uwagi |
| ------- | ------------- | -------------------------------------------------------------------------- | ----- | ----- |
| 1       | RFN           | Elfgard Schittenhelm, Inge Helten, Annegret Irrgang, Ingrid Mickler        | 44,37 | Q     |
| 2       | ZSRR          | Ludmiła Żarkowa, Galina Bucharina, Marina Nikiforowa, Nadieżda Biesfamilna | 44,62 | Q     |
| 3       | Polska        | Danuta Jędrejek, Barbara Bakulin, Urszula Jóźwik, Helena Fliśnik           | 44,75 | Q     |
| 4       | Szwecja       | Anneli Olsson, Gun Olsson, Karin Lundgren, Elisabeth Randerz               | 45,30 | Q     |
| 5       | Włochy        | Maddalena Grassano, Alessandra Orselli, Laura Nappi, Cecilia Molinari      | 45,71 |       |

Bieg 2
| Miejsce | Reprezentacja   | Zawodniczki                                                           | Czas  | Uwagi |
| ------- | --------------- | --------------------------------------------------------------------- | ----- | ----- |
| 1       | NRD             | Karin Balzer, Renate Stecher, Petra Vogt, Ellen Strophal              | 44,13 | Q     |
| 2       | Węgry           | Ilona Bruzsenyák, Margit Nemesházi, Györgyi Balogh, Katalin Papp      | 44,87 | Q     |
| 3       | Wielka Brytania | Val Peat, Margaret Critchley, Madeleine Cobb, Elizabeth Johns         | 45,09 | Q     |
| 4       | Francja         | Gabrielle Meyer, Michèle Beugnet, Nicole Pani, Odette Ducas           | 45,63 | Q     |
| 5       | Austria         | Karoline Käfer, Christa Kepplinger, Monika Holzschuster, Helga Kapfer | 45,82 | NR    |

### Finał
| Miejsce | Reprezentacja   | Zawodniczki                                                                | Czas  | Uwagi |
| ------- | --------------- | -------------------------------------------------------------------------- | ----- | ----- |
| 1       | RFN             | Elfgard Schittenhelm, Inge Helten, Annegret Irrgang, Ingrid Mickler        | 43,28 | AR    |
| 2       | NRD             | Karin Balzer, Renate Stecher, Petra Vogt, Ellen Strophal                   | 43,62 |       |
| 3       | ZSRR            | Ludmiła Żarkowa, Galina Bucharina, Marina Nikiforowa, Nadieżda Biesfamilna | 44,45 |       |
| 4       | Polska          | Danuta Jędrejek, Barbara Bakulin, Urszula Jóźwik, Helena Fliśnik           | 44,75 |       |
| 5       | Węgry           | Ilona Bruzsenyák, Margit Nemesházi, Györgyi Balogh, Katalin Papp           | 44,78 |       |
| 6       | Wielka Brytania | Val Peat, Margaret Critchley, Madeleine Cobb, Elizabeth Johns              | 44,87 |       |
| 7       | Francja         | Gabrielle Meyer, Michèle Beugnet, Nicole Pani, Odette Ducas                | 45,50 |       |
| 8       | Szwecja         | Anneli Olsson, Gun Olsson, Karin Lundgren, Elisabeth Randerz               | 46,12 |       |